# Nuculanida
Nuculanida is een orde van de tweekleppigen.  

## Taxonomie
De volgende taxa zijn bij de orde ingedeeld:
- Superfamilie Nuculanoidea H. Adams & A. Adams, 1858 (1854)
  -  † Familie Cucullellidae P. Fischer, 1886
  -  † Familie Isoarcidae Keen, 1969
  - Familie Lametilidae Allen & Sanders, 1973
  - Familie Malletiidae H. Adams & A. Adams, 1858 (1846)
  - Familie Neilonellidae Schileyko, 1989
  - Familie Nuculanidae H. Adams & A. Adams, 1858 (1854)
  - Familie Phaseolidae Scarlato & Starobogatov, 1971
  -  † Familie Polidevciidae Kumpera, Prantl & Růžička, 1960
  -  † Familie Pseudocyrtodontidae Maillieux, 1939
  - Familie Siliculidae Allen & Sanders, 1973
  -  † Familie Strabidae Prantl & Růžička, 1954
  - Familie Tindariidae Verrill & Bush, 1897
  - Familie Yoldiidae Dall, 1908